# Foo Fighters (альбом)
Foo Fighters — дебютный студийный альбом американской альтернативной рок-группы Foo Fighters, выпущенный в 1995 году на музыкальном лейбле Capitol Records через лейбл Дэйва Грола Roswell Records. За исключением гитарной партии в песне «X-Static», которую сыграл Грег Дулли, Грол практически сам написал и записал альбом в студии «Robert Lang» в Сиэтле, Вашингтон, в октябре 1994 года.
Грол заявил, что записал альбом просто для удовольствия, охарактеризовав его как катарсис после смерти Курта Кобейна, лидера группы Nirvana, в которой Грол играл на ударных в период с 1990 по 1994 год. После завершения записи, Грол начал раздавать копии кассет с записью сессии своим друзьям, скрыв свою личность под псевдонимом «Foo Fighters». После того, как запись привлекла внимание звукозаписывающих лейблов, Грол решил подписать контракт с Capitol Records и преобразовал свой соло-проект в полноценную группу для исполнения песен на концертах. Продвижение альбома производилось посредством обширных концертных туров и шести синглов, на два из которых были сняты музыкальные клипы.
Foo Fighters был встречен с положительными отзывами критиков, которые восхвалили написание и исполнение песен. Кроме этого, альбом получил коммерческий успех и стал вторым наиболее продаваемым альбомом группы в Соединённых Штатах, а также попал в пятёрку в хит-парадах Великобритании, Канады, Австралии и Новой Зеландии.

## Предыстория
В 1990 году Дэйв Грол присоединился к гранж-группе Nirvana в качестве барабанщика. Во время гастролей он брал с собой гитару и писал песни, но был слишком напуган, чтобы поделиться ими с группой; он был в восторге от песен, написанных фронтменом Куртом Кобейном. Грол иногда заказывал студийное время для записи демо-версий и каверов, выпустив альбом демо-версий Pocketwatch под псевдонимом Late! в 1992 году.
После смерти Курта Кобейна в апреле 1994 года, Дэйв Грол впал в депрессию и счёл трудным как слушать музыку, так и играть на музыкальных инструментах. Грол был не уверен насчёт того, что делать дальше, и даже раздумывал бросить музыкальную карьеру, несмотря на приглашения таких групп, как Danzig стать их ударником, потому что «это просто напоминало мне о Nirvana; я думал об этом каждый раз, когда садился за ударную установку».
Первое выступление Грола после распада Nirvana состоялось с группой The Backbeat Band на церемонии MTV Movie Awards 1994 в июне, во время которой Майк Уотт пригласил Дэйва принять участие в записи альбома Уотта Ball-Hog or Tugboat?. После этого Грол понял, что смог бы начать свой собственный музыкальный проект, который послужил бы «своего рода успокоительной терапией: пойти и записать песни, которые я написал сам». В октябре Грол провёл шесть дней в сиэтлской студии «Robert Lang», которая находилась вблизи его дома, где он, при содействии Барретта Джонса, продюсера и давнего друга, с которым он записал демо-кассету Pocketwatch в 1992 году, записал «свои любимые песни, которые я написал в последние четыре-пять лет, и которые никто не слышал». Идея состояла в том, чтобы Грол сыграл на всех инструментах и выпустить альбом под названием, которое заставило бы людей поверить, что это группа, похожая на Klark Kent Стюарта Коупленда.

## Запись и сведение
«Первая запись Foo Fighters не должна была быть альбомом, это был эксперимент и для развлечения. Я просто валял дурака. Некоторые тексты песен даже не были настоящими словами»
Грол и Джонс спродюсировали записали материал в течение одной недели в октябре 1994 года, причем Грол испольнил как вокальные, так и инструментальные партии. Оба они приходили утром в студию Роберта Ланга, начинали запись к полудню и делали по четыре песни в день. По словам Грола, во время процесса записи он бегал из комнаты в комнату, «все ещё потея и дрожа от игры на барабанах, а затем брал гитару и записывал трек, играл на басу, может быть, ещё одну гитарную партию, пил кофе, а затем шёл и исполнял следующую песню». Единственным исполнением человека со стороны была гитарная партия Грега Далли из The Afghan Whigs на «X-Static», Он наблюдал, как Грол записывает песни; в конце концов Грол спросил его, не хочет ли он поиграть, и протянул ему гитару. Каждая песня занимала около 45 минут, и композиции были записаны в том же порядке, в котором они вошли в трек-лист альбома. Единственной песней, для исполнения которой потребовалось два прогона, была «I’ll Stick Around». Грол не был уверен в своём пении и добавил эффекты к своему голосу в «Floaty», а также попытался улучшить исполнение при помощи двойной записи: «Вы знаете, как люди удваивают свой вокал, чтобы сделать его сильнее? В этом альбоме вокал был учетверён».
В попытке сохранить свою анонимность Грол планировал выпустить песни под названием Foo Fighters. Это был бы очень скромный релиз, когда после завершения сессий будет выпущено всего 100 LP. Грол также отправился в лабораторию по дублированию кассет в Сиэтле, создал 100 кассетных копий сессии и начал раздавать их друзьям для получения обратной связи. Кроме того «я бы раздал кассеты всем. Дети подходили ко мне и говорили: „Nirvana была моей любимой группой“, а я говорил: „Ну тогда возьми это“». Премьера двух песен из записи состоялась 8 января 1995 года благодаря Эдди Веддеру во время его радиопередачи Self-Pollution. Записи быстро распространились в среде музыкальной индустрии, что, в свою очередь, вызвало интерес со стороны лейбла звукозаписи. В конце концов была подписана сделка с Capitol Records, поскольку президент Гэри Герш был личным другом Грола с тех пор, как он работал на Geffen Records, лейбле группы Nirvana.
Сессии микширования альбома начались в студии Роберта Ланга (которые использовались на 100 кассетах, которые дарил Грол), но в конечном итоге эти миксы были отброшены, и сессии перешли в студию Роба Шнапфа и Тома Ротрока «The Shop» в Аркейте, Калифорния. Миксы были сделаны на 32-канальной консоли API DeMedio, специально созданной Фрэнком ДеМедио в 1972 году для «Studio 4» Уолли Хайдера. Для воспроизведения использовался магнитофон Стивена с 24 дорожками 2". Процессоры, используемые в миксах, включали компрессор Eventide Omnipressor для вокала и гитарных соло, стереокомпрессор Alan Smart для «сжатия» барабанов и их повторного микширования, а также для использования во всём миксе. Другие процессоры включали компрессоры UREI 1176 и LA3A, а также Echoplex для задержек и «дрянную цифровую реверберацию». Миксы по словам Роба не представляли собой «ничего, что было бы сумасшедшим», что он «смикшировал „Big Me“ за 20 минут».
Во время сессий Том Петти пригласил Грола выступить с The Heartbreakers в Saturday Night Live месяц спустя. За выступлением последовало приглашение стать полноправным участником Heartbreakers, но как только Петти услышал о Foo Fighters, он вместо этого призвал Грола продолжить этот сольный проект. Вскоре Грол набрал полноценную группу, в которую вошли басист Нейт Мендел и барабанщик Уильям Голдсмит из недавно распущенной Sunny Day Real Estate, а также гастрольного гитариста Nirvana и бывшего участника группы Germs Пэта Смира.

## Музыка и композиция
Девять песен альбома были написаны до или во время пребывания Грола в Nirvana и существовали в демо-версиях, созданных Гролом на его домашнем 8-дорожечном магнитофоне. Единственными композициями, написанными после смерти Кобейна, были «This Is a Call», «I’ll Stick Around», «X-Static» и «Wattershed». Звучание альбома в основном описывается как альтернативный рок, пост-гранж, гранж и панк-рок. Музыка в основном соответствовала звучанию хард-рока с динамикой тихо-громко, наблюдаемой в треках Nirvana, таких как «Smells Like Teen Spirit» и «Heart-Shaped Box». Варианты включают меланхоличную «Exhausted», которую Грол определил как песню, которая «грустна, но заставляет вас чувствовать себя хорошо».
Большая часть текстов песен Foo Fighters — это бессмысленные строки, написанные Гролом за 20 минут до начала записи. Как позже объяснил Грол, «У меня было семь дней, чтобы записать пятнадцать песен. Я просто концентрировался на том, чтобы всё было как можно более сплоченным, чтобы все было плотно и синхронно. Не так уж много времени я провел, сидя в кресле и размышляя». Грол добавил бы, что эта тарабарщина была преднамеренной, учитывая, что «после смерти Кобейна было слишком много, чтобы сказать», и «большое внимание [было] уделено значению первого альбома Foo Fighters. Грол всё ещё считал, что «вещи, которые вы записываете в данный момент, наиболее показательны. Теперь я смотрю на них, и некоторые из них, кажется, действительно имеют смысл», и показал, что в нескольких песнях есть тексты, вдохновленные «личным опытом последних четырех или пяти лет», среди которых выделяется «Big Me», «откровенная песня о любви» к тогдашней жене Грола Дженнифер Янгблад, которую он назвал своим любимым треком в альбоме. В отличие от агрессивных и мятежных тем Nirvana, у Грола были позитивные и весёлые мелодии, такие как «This Ia a Call», определяемые как «привет» и «спасибо» всем, кто сыграл ключевую роль в жизни Грола; игривая «For All the Cows»; и «Wattershed», с названием, ссылающимся на Майка Уотта, и текстами песен, в которых описывалась «любовь Грола к хардкору и панк-року старой школы».

## Список композиций
Слова и музыка всех песен — написаны Дэйвом Гролом за исключением отмеченных.
| №   | Название              | Длительность |
| --- | --------------------- | ------------ |
| 1.  | «This Is a Call»      | 3:53         |
| 2.  | «I'll Stick Around»   | 3:52         |
| 3.  | «Big Me»              | 2:12         |
| 4.  | «Alone + Easy Target» | 4:05         |
| 5.  | «Good Grief»          | 4:01         |
| 6.  | «Floaty»              | 4:30         |
| 7.  | «Weenie Beenie»       | 2:45         |
| 8.  | «Oh, George»          | 3:00         |
| 9.  | «For All the Cows»    | 3:30         |
| 10. | «X-Static»            | 4:13         |
| 11. | «Wattershed»          | 2:15         |
| 12. | «Exhausted»           | 5:45         |

| №  | Название                               | Длительность |
| -- | -------------------------------------- | ------------ |
| 1. | «Winnebago» (Грол, Джефф Тёрнер)       | 4:13         |
| 2. | «Podunk»                               | 3:04         |
| 3. | «How I Miss You»                       | 4:54         |
| 4. | «Ozone» (Эйс Фрэйли)                   | 4:16         |
| 5. | «For All the Cows» (концертная версия) | 3:33         |
| 6. | «Wattershed» (концертная версия)       | 2:15         |

## Участники записи
- Дэйв Грол — вокал, ударные, гитара, бас-гитара

Дополнительные музыканты
- Грег Дулли — гитара («X-Static»)

Продакшн
- Барретт Джонс, Дэйв Грол — продюсеры
- Стив Калп — звукоинженер
- Том Ротрок, Роб Шнапф — микширивание
- Стив Маркуссен — мастеринг
- Тим Габор — арт-директор, дизайн альбома
- Дженнифер Янгблад — обложка альбома, фотографии
- Курт Доути, Чарльз Питерсон, Джефф Росс — фотографии
- Жак Шартье — иллюстрации

## Позиции в чартах
| Чарт (1995)              | Позиция |
| ------------------------ | ------- |
| Austrian Albums Chart    | 13      |
| Canadian Albums Chart    | 5       |
| Finland Albums Chart     | 21      |
| German Albums Chart      | 33      |
| New Zealand Albums Chart | 2       |
| Swedish Albums Chart     | 18      |
| UK Albums Chart          | 3       |
| U.S. Billboard 200       | 23      |
| Чарт (2003)              | Позиция |
| Finland Mid-Price Chart  | 3       |